# ムアンナコーンサワン郡
座標: 北緯15度42分18秒 東経100度8分15秒 / 北緯15.70500度 東経100.13750度
ムアンナーコンサワン郡（ムアンナコーンサワンぐん）は、タイの北部にある郡（アンプー）。県庁所在地（ムアン）でもある。

## 名称
ナコーンサワンとは「天国の都」という意味である。旧称はムアンプラバーン (タイ語: เมืองพระบาง)、ナコーンパンカー (タイ語: นครพังคา)、チョーンタワン (タイ語: ชอนตะวัน) など。俗称はパークナムポー (タイ語: ปากน้ำโพ) である。

## 歴史
スコータイ王朝時代よりスコータイ王朝南部の防衛都市として機能した。アユタヤ王朝下では2つの川が合流する地点として、北部ラーンナー世界から南部のチャオプラヤー川流域を結ぶ貿易の要所となり、アユタヤ王トライローカナートはそれまでのムアンプラバーンという呼び方を廃して、ナコーンサワンと名付けた。
時代は下り、タークシン王朝時代にはビルマに対する防衛都市としての機能を果たすようになり、ラーマ4世がバウリング条約を締結すると、ナコーンサワンは北部の森林製品や周辺の米の集積地となり、大いに賑わった。
行政区分としての歴史は、1879年にこの地域の統治者となったルワン・サンパーコーンが、バーンケンと呼ばれていた地域に行政の中心を起き、バーンケン郡 (タイ語: อำเภอบ้านแก่ง) と呼ばれた。1933年、タムボン・パークナムポーに行政の中心が移転し、パークナムポー郡と呼ばれたが、1938年、県庁所在地の名前と県の名前を一致させる政府の政策によりムアンナコーンサワン郡と呼ばれるようになった。

## 地理
ピン川、ナーン川が合流しチャオプラヤー川を形成する地点でもあり、このため北部タイの産物の集積地となっている。市内の東側にはボーラペット湖が広がっている。
交通は、市内にナコーンサワン空港があるほか、国鉄が通っており、南はバンコク方面に、北はピッサヌローク方面に通じている。国道1号線（パホンヨーティン通り）が北西から南に通り、北西はカムペーンペットと、南はバンコク方面と通じる。国道117号線が北に延びて、ピッサヌロークとを結んでいる。国道225号線は東に延びており、コーンケーン=ナコーンラーチャシーマー間の国道2号線と接続している。

## 経済
市内の主な産業は農業と商業である。市内の名山物は「モチ」と呼ばれる饅頭である。

## 行政区分
ナコーンサワン市は17のタムボンに分かれ、その下位に170の村（ムーバーン）がある。自治体（テーサバーン）があり、以下のようになっている。
- テーサバーンナコーン・ナコーンサワン …… タムボン・パークナムポーの全体、および、タムボン・クウェーヤイ、ナコーンサワントック、ナコーンサワンオーク、ワットサイの一部。
- テーサバーンタムボン・ノーンベーン …… タムボン・ノーンクロット、タムボン・ノーンクラドーンの一部。

また郡内には16のタムボン行政体が設置されている。以下は市内のタムボンの一覧である。
1. タムボン・パークナムポー …… タイ語: ตำบลปากน้ำโพ
2. タムボン・クラーンデート …… タイ語: ตำบลกลางแดด
3. タムボン・クリエンクライ …… タイ語: ตำบลเกรียงไกร
4. タムボン・クウェーヤイ …… タイ語: ตำบลแควใหญ่
5. タムボン・キエンルアン …… タイ語: ตำบลตะเคียนเลื่อน
6. タムボン・ナコーンサワントック …… タイ語: ตำบลนครสวรรค์ตก
7. タムボン・ナコーンサワンオーク …… タイ語: ตำบลนครสวรรค์ออก
8. タムボン・バーンプラルワン …… タイ語: ตำบลบางพระหลวง
9. タムボン・バーンムムワン …… タイ語: ตำบลบางม่วง
10. タムボン・バーンマクルア …… タイ語: ตำบลบ้านมะเกลือ
11. タムボン・バーンケーン …… タイ語: ตำบลบ้านแก่ง
12. タムボン・プラノーン …… タイ語: ตำบลพระนอน
13. タムボン・ワットサイ …… タイ語: ตำบลวัดไทรย์
14. タムボン・ノーンクロット …… タイ語: ตำบลหนองกรด
15. タムボン・ノーンクラドーン …… タイ語: ตำบลหนองกระโดน
16. タムボン・ノーンプリン …… タイ語: ตำบลหนองปลิง
17. タムボン・ブンセーナート …… タイ語: ตำบลบึงเสนาท